# Walter Schulz
Pour les articles homonymes, voir Schulz.
Walter August Wilhelm Schulz, né le 27 septembre 1893 à Francfort-sur-l'Oder et mort le 21 janvier 1968 à Berlin-Est, est un violoncelliste, gambiste et pédagogue allemand. De 1945 à 1948, il a été directeur de l'École supérieure de musique de Weimar.

## Biographie
Schulz naît en 1893 à Francfort-sur-l'Oder. Après avoir suivi ses études secondaires à Berlin, il prend des cours privés de violoncelle de 1912 à 1916 auprès de Hugo Dechert à Berlin. De 1916 à 1918, il est membre de l'orchestre Blüthner et en 1918 il est violoncelliste de l'orchestre philharmonique de Berlin. En 1920, il est nommé 2e violoncelliste soliste de cet orchestre.
En 1926, il est soliste et musicien de chambre. Il joue au sein du quartet Reitz et du quartet Bosse, ainsi que dans le trio de Dahlke et le trio de Weimar. De plus, il se produit comme gambiste. Schulz a donné entre autres les Suites pour violoncelle solo de Max Reger. En 1926, il est Konzertmeister et 1er violoncelliste, succédant à Eduard Rosé, à l'orchestre du théâtre national de Weimar et demeure à ce poste jusqu'en 1936. À partir de 1933, il enseigne le violoncelle et la musique de chambre à l'École supérieure de musique d'État de Weimar. En 1934, il en est nommé professeur extraordinaire et en 1947 professeur ordinaire. En 1941, il fait paraître ses Grifftechnische Studien für fortgeschrittene Cellisten. De juillet 1945 à mars 1948, il fut directeur par intérim et premier directeur d'après-guerre de l'établissement de Weimar. Sous son mandat, des plans de deux ans étaient en vigueur, censés engager l'école de musique dans le marxisme-léninisme.
En 1951, il est nommé professeur de l'École supérieure de musique de Leipzig.

## Opinions
De 1928 à 1933, sous la République de Weimar, il est membre d'une loge de la franc-maçonnerie à Iéna. Sous le Troisième Reich, il mène une vie relativement isolée. Bien qu'il ait été considéré à cette époque comme politiquement nationaliste, il est resté à l'écart du NSDAP. Après la défaite de l'Allemagne, puis sa partition, il devient membre du parti communiste d'Allemagne.

## Famille
Schulz, de confession luthérienne-évangélique, était marié et père du chanteur Hanns-Herbert Schulz (1927-2006), qui se produisait sous le nom de Hanns Petersen.

## Publication
- Violoncell-Schule (= Hofmeister-Schulen. Nr. 41). Hofmeister, Leipzig, 1951 (rééd.en 1954 et en 1960).